# Due per un delitto
Due per un delitto (Mon petit doigt m'a dit ...) è un film del 2005 diretto da Pascal Thomas.
Il soggetto è ispirato al romanzo giallo Sento i pollici che prudono di Agatha Christie.
Il film, ambientato in Savoia, tratta con tono da commedia un'oscura vicenda di misteri e assassinii.

## Trama
Il colonnello Belisaire Beresford e sua moglie Prudence, una felice coppia dell'alta borghesia francese, si recano in visita all'anziana zia Ada ospite di una lussuosa casa di riposo. Mentre Belisaire parla con la zia, la moglie resta colpita da un'ospite della casa di riposo, Rose Evangelista, che le parla di avvelenamenti e di una bambina dietro un camino.
Poco tempo dopo, la zia Ada muore e i due tornano nella casa di riposo a riprenderne le cose. Prudence scopre che la signora Evangelista se ne è andata, non prima di aver donato ad Ada un quadro che ritrae una casa, a lei non nuova.
Mentre il colonnello è occupato nell'organizzare incontri per l'organismo di sicurezza internazionale di cui fa parte, la moglie si convince che dietro alle parole apparentemente sconclusionate che le disse quella donna si nasconda un mistero e che quel quadro ne sia la chiave. Così, ricordandosi di averla vista passando in treno, parte alla ricerca della casa che in effetti ritrova. Non è abbandonata come sembrava, ma ne è occupata solo una parte da una strana coppia di contadini che le mostrano il muro di separazione che la divide longitudinalmente in due. Prudence raccoglie una vecchia bambola caduta da un camino e poi raggiunge il vicino paese per alloggiarvi.
L'apparentemente tranquillo paese di Le Châtelard nasconde dei fatti terribili, legati alla morte di alcuni bambini, avvenuta in un periodo passato, ancora avvolta in un mistero mai svelato.
Prudence si addentra nelle ricerche, tra passato e presente, non immaginando quanto possa essere pericoloso. Intanto Belisaire apprende che nella casa di riposo dove alloggiava la zia alcuni ospiti sono morti avvelenati, dando per la prima volta credito a quelle che riteneva fantasie della moglie. Raggiuntala, nel ricercare la signora Evangelista, risale al notaio Anet di Lione che è poi l'insospettabile capo di una banda di rapinatori la cui refurtiva risulta nascosta proprio nella bambola recuperata da Prudence.
Mentre tutti gli abitanti di Le Châtelard sono impegnati in una festa di paese, Prudence si allontana verso la casa misteriosa dove finalmente trova proprio Rose Evangelista che la invita a seguirla nelle stanze più interne di quella che dunque è la sua residenza. Qui si svela, con grande sorpresa della signora Beresford che l'aveva sempre ritenuta una vittima, che è proprio lei l'assassina sia della casa di cura che dei bambini. Questi per una sorta di vendetta verso il mondo dopo aver perso la sua bambina, gli altri perché venuti a conoscenza del suo segreto.

## Produzione

### Riprese
Le riprese hanno avuto luogo tra Chindrieux (la scena iniziale del taglio dei rami, il sito è il castello di Chatillon), Aix-les-Bains, Francin (vi si trova il castello di Charron che nel film è la "casa abbandonata" al centro della vicenda misteriosa), lago del Bourget, Le Châtelard e Lione.

## Sequel
A questa sono seguite altre due pellicole con protagonista la coppia dei coniugi Beresford, Le crime est notre affaire del 2008 e Associés contre le crime del 2012, con gli stessi interpreti, Catherine Frot e André Dussollier, e lo stesso regista, Pascal Thomas.